# Орищі
Ори́щі — село в Україні, у Павлівській сільській громаді Володимирського району Волинської області. Населення становить 451 особу.

## Історія
У 1906 році село Хорівської волості Володимир-Волинського повіту Волинської губернії. Відстань від повітового міста 22 верст, від волості 15. Дворів 104, мешканців 589.
12 червня 2020 року, відповідно до розпорядження Кабінету Міністрів України № 708-р «Про визначення адміністративних центрів та затвердження територій територіальних громад Волинської області», увійшло до складу Павлівської сільської територіальної громади.
19 липня 2020 року, в результаті адміністративно-територіальної реформи та ліквідації  Іваничівського району, село увійшло до новоутвореного Володимир-Волинського району (від 18 липня 2022 Володимирського).

## Населення
Згідно з переписом УРСР 1989 року чисельність наявного населення села становила 447 осіб, з яких 206 чоловіків та 241 жінка.
За переписом населення України 2001 року в селі мешкало 448 осіб.

### Мова
Розподіл населення за рідною мовою за даними перепису 2001 року:
| Мова       | Відсоток |
| ---------- | -------- |
| українська | 99,78 %  |
| російська  | 0,22 %   |

## Релігія
З архівних документів відомо, що перша церква у с. Орищі була дерев'яною, точний рік заснування невідомий, але з уже в 1894 році настоятелем храму був священик Антоній Блонський, з 1911 року о. Володимир Гаськевич. У 1932 році стара дерев'яна церква згоріла з невідомих причин. За декілька років було побудовано нову муровану церкву, але вже на іншому місці.
Відкриття нової церкви Покрови Пресвятої Богородиці відбулося восени 1936 року (початок будівництва у 1935 році). Настоятелем у той час був о. Маркевич, у 1946 — о. П.Криворотко, у 1947-о. С.Мартинюк. У 1948 році церкву Покрови Пресвятої Богородиці приписують до с. Бужковичі. Місткість церкви близько 400 парафіян. Біля храму є проста дзвіниця, основана на чотирьох дерев'яних стовпах.
Також на парафіяльному цвинтарі знаходиться дерев'яна каплиця.
У 1962 році церкву було закрито і знято з реєстру. Спочатку в ній планували зробити склад для зерна, а потім вирішили зробити «Будинок трауру».
Перше богослужіння у поновленій церкві відбулося 07.10.1989 року.

## Галерея

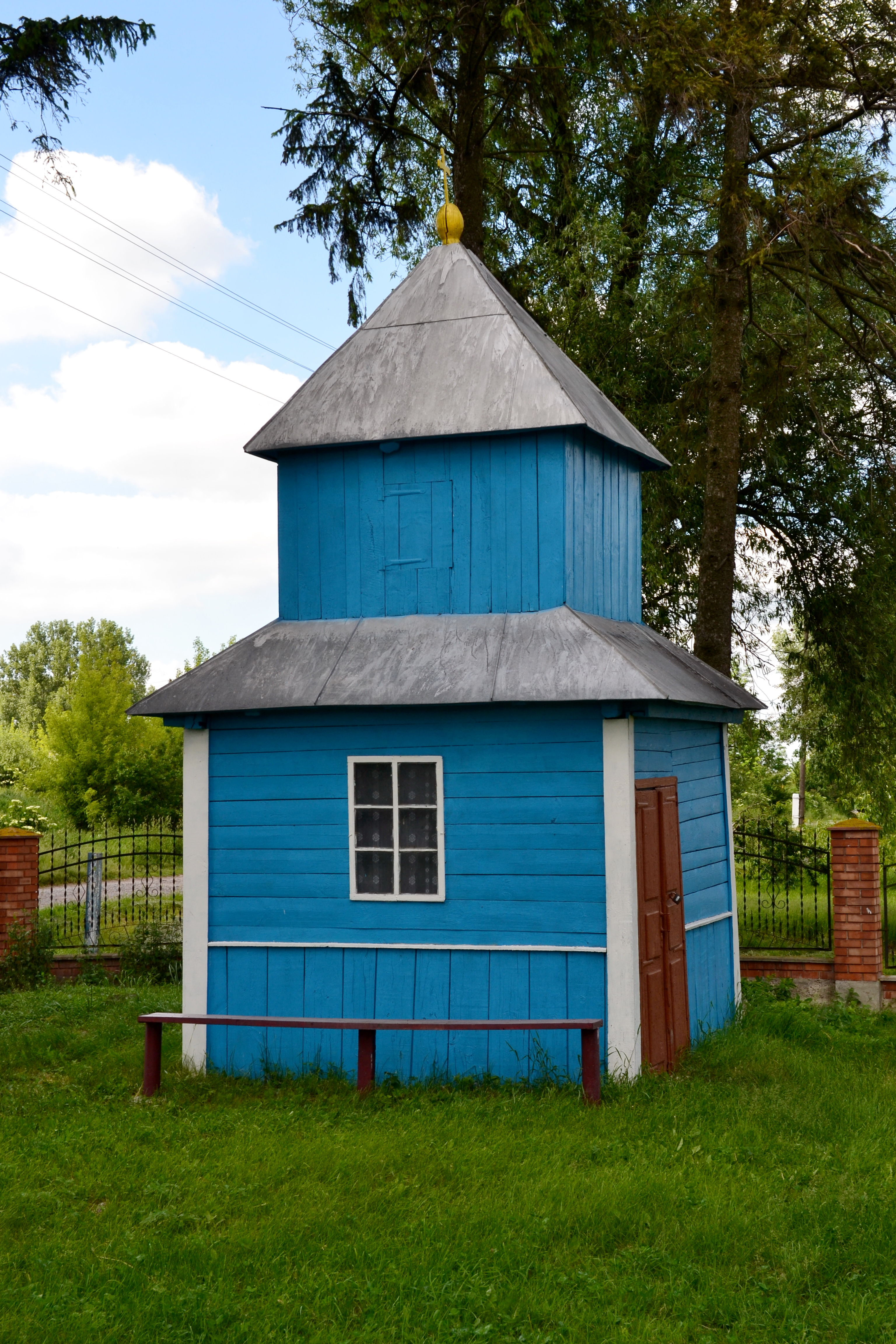
Дзвіниця Покровської церкви
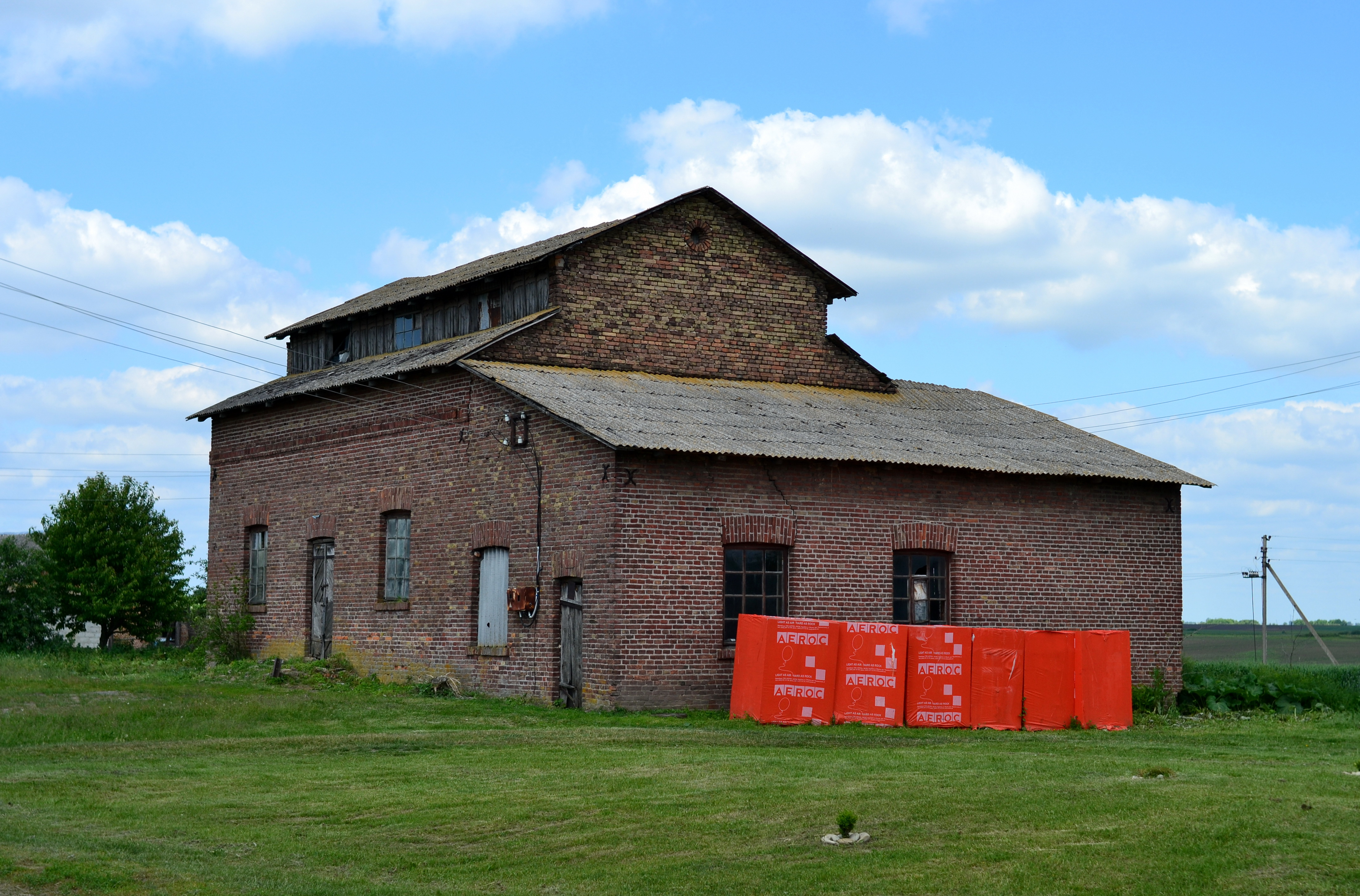
Млин
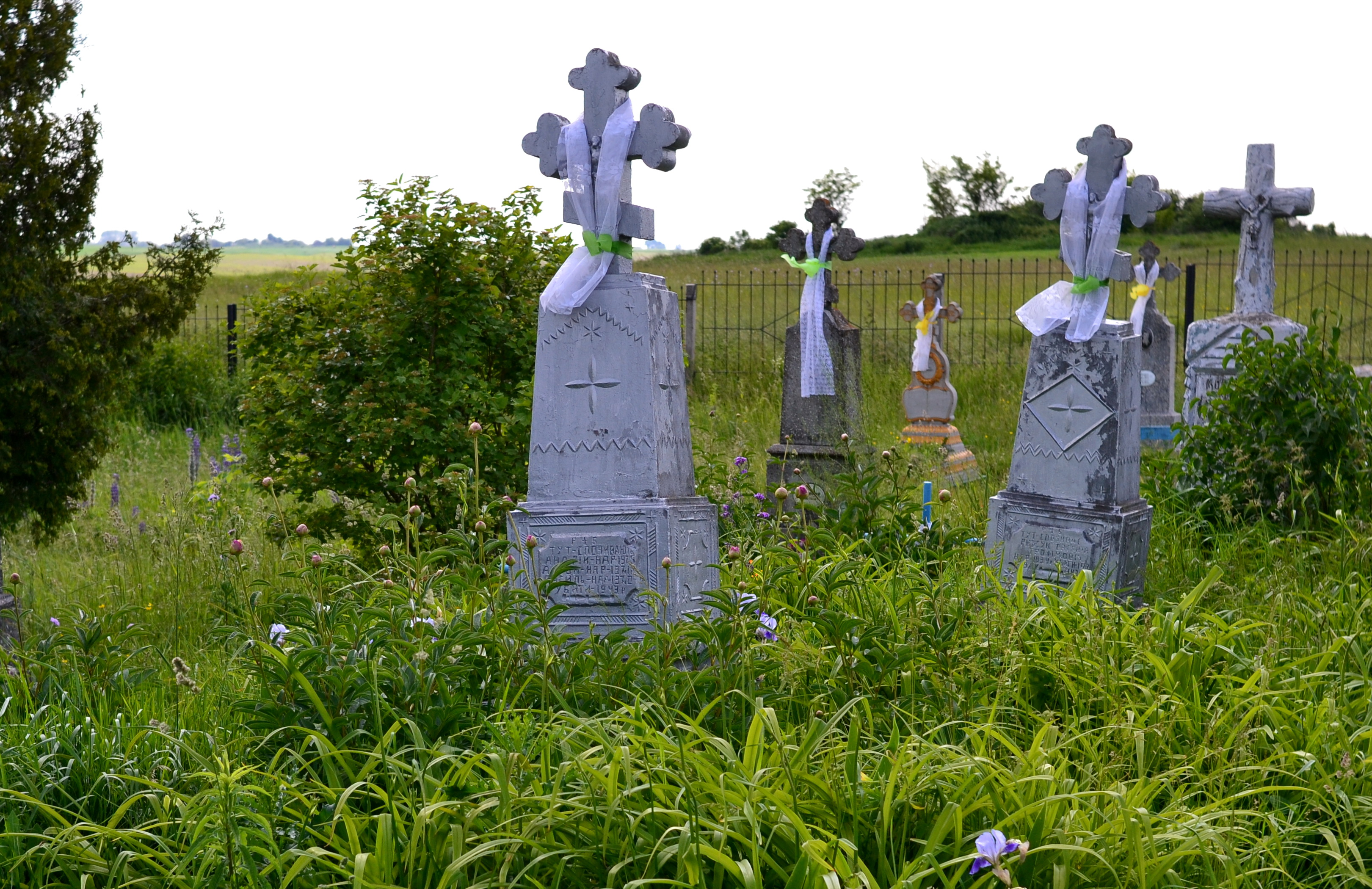
Могила братська 4 воїнів УПА